# Hălmăgel
Hălmăgel là một xã thuộc hạt Arad, România. Dân số thời điểm năm 2002 là 1657 người.